# Bromelain
Bromelain (auch Bromelin) ist der Name zweier Enzyme aus der Familie der Cysteinproteasen, die 1957 im Stamm der Ananaspflanze entdeckt wurden. Sie werden seither aus deren Frucht (Ananas) und der Pflanze selbst gewonnen. Um die beiden Stoffe zu unterscheiden, wurden die Präfixe Stamm- und Frucht- vorangestellt. Verwendet wird im Allgemeinen das Gemisch.
Der Rohextrakt aus der Pflanze wird oft ebenfalls als Bromelain bezeichnet. Er enthält mehrere sulfhydrylhaltige, proteolytische Enzyme, ein Peroxidase-Enzym, ein saures Phosphatase-Enzym, mehrere Proteaseinhibitoren sowie Calcium.
Es sind zwei weitere Cystein-Proteasen aus der Ananas bekannt, mit dem Namen Ananain und FB31.

## Biologische Wirkung
Bromelain wirkt gerinnungs- und entzündungshemmend. Es hilft beim Abbau von Fibrin, einem Protein im Blut, das die Verbindungen von Blutplättchen stabilisiert und dadurch die Blutzirkulation herabsetzen kann. In in-vitro-Studien zeigte Bromelain wundheilende und antimetastasische Wirkungen.

## Anwendung

### Technische Verwendung
In der Industrie dient Bromelain als Zartmacher für Fleisch und zur Fruchtsaftklärung; es wird zudem zur Lederaufbereitung sowie zum Stabilisieren von Latexfarben verwendet. Gelatine erhält durch den Zusatz von Bromelain eine weichere Konsistenz. Der eiweißabbauende (proteolytische) Effekt des Bromelains kann lebensmitteltechnologisch aber auch unerwünscht sein: beispielsweise können rohe Ananasstücke das Festwerden eines gelatinehaltigen Tortengusses auf einem Obstkuchen verhindern und/oder einen leicht bitteren Geschmack erzeugen, was aber durch Erhitzen der Ananasstücke (d. h. Denaturierung des Bromelains) vermieden werden kann. So tritt das Weichbleiben des Übergusses auch nicht bei der Verwendung von Ananas aus Konservendosen auf, da in diesen die proteolytisch wirksamen Enzyme durch Pasteurisation deaktiviert wurden.

### Medizinische und weitere gesundheitsbezogene Anwendung
- In der Medizin wird Bromelain bei akuten und chronischen Entzündungen (magensaftresistente Tabletten) sowie als Verdauungshilfe eingesetzt.[6] Die Zulassung der deutschen Fertigarzneimittel lautet „bei akuten Schwellungszuständen nach Operationen und Verletzungen, insbesondere der Nase und der Nebenhöhlen.“ Auch in der zahnärztlichen Implantologie gehört dieser Wirkstoff, meist in Kombination mit einem Antibiotikum, schon seit langem zum therapeutischen Spektrum.[7] Bromelain wird im Magen bereits zum größten Teil verdaut. Deshalb werden standardmäßig magensaftresistente Filmtabletten oder Dragees in der Therapie eingesetzt, welche sich erst im Dünndarm auflösen und enthaltene Stoffe freisetzen.
- Bromelain wurde in klinischen Studien bei Gelenkbeschwerden gegen Placebo und gegen NSAR getestet. Dabei fällt etwa jede zweite Studie nicht negativ aus.[8] Ein sicherer Nachweis der therapeutischen Wirksamkeit von Bromelain wurde jedoch noch nicht erbracht.
- Als „Konzentrat proteolytischer Enzyme angereichert aus Bromelain“ (NexoBrid) wird ein standardisiertes, im Wesentlichen aus Stammbromelain bestehendes Enzymgemisch angewendet, um nach Verbrennungen des Grades IIb (tief) oder III (sehr tief) gebildeten Schorf in Brandwunden aufzulösen (Débridement). Es wird dazu einmalig als Gel aufgetragen und verbleibt vier Stunden lang auf dem verbrannten Hautbereich. Die Behandlung ist spezialisierten Verbrennungszentren vorbehalten.[9]

Neben Arzneimitteln befinden sich auch Nahrungsergänzungsmittel, ergänzende bilanzierte Diäten und diätetische Lebensmittel für Sportler mit Bromelain auf dem Markt: Die Qualitäten reichen von geringsten Mengen Ananas-Fruchtpulvern bis zu höher dosierten Präparaten.

## Handelsnamen
Monopräparate
Bromelain-POS (D), Bromelain Hysan, Dontisanin (D), Traumanase (D, CH), Wobenzym mono (D), Bromelain-R.A.N. (D), Bromelain 2400
Kombinationspräparate
Equinovo (D), Innovazym (D), Phlogenzym (D, A), Proteozym (D) Rutozym (A), Therazym(D), Traumazym (A), Wobenzym (D, A) dogenzyme (D)